# All die Toten
All die Toten (Originaltitel: Todos os mortos, internationaler Titel: All the Dead Ones) ist ein brasilianisch-französischer Spielfilm von Caetano Gotardo und Marco Dutra aus dem Jahr 2020. Das Historiendrama, für das die beiden Regisseure auch das Drehbuch verfassten, spielt in der Zeit des Übergangs vom 19. zum 20. Jahrhundert in Brasilien. Es schildert den Niedergang einer weißen Großgrundbesitzerfamilie aus der Sicht der Mutter (dargestellt von Thaia Perez) und ihrer beiden Töchter (Clarissa Kiste und Carolina Bianchi) sowie einer schwarzen Sklavin (Mawusi Tulani).
Die Uraufführung fand am 23. Februar 2020 im Rahmen des Wettbewerbs der 70. Internationalen Filmfestspiele Berlin statt.

## Handlung
São Paulo, innerhalb der Jahre 1899 bis 1900: Mutter Isabel Soares und ihre Töchter Maria und Ana werden Zeuginnen des Niedergangs ihrer Familie, ehemaligen Großgrundbesitzern. Brasilien befindet sich in einer Zeit des Wandels, nachdem die Sklaverei vor elf Jahren durch die Lei Áurea abgeschafft wurde und sich das Land vom Kaiserreich zur Republik wandelt. Die Handlung ist um drei wichtige Nationalfeiertage angelegt: den Unabhängigkeitstag (7. September), Allerheiligen und Karneval. Sie beginnt mit dem Tod des letzten Hausmädchens der Soares, Josefina, die einst als Sklavin auf der Kaffeefarm der Familie arbeitete. Die Soares stehen am Rande des Ruins und versuchen, sich mühsam an die neuen Verhältnisse in der schnell wachsenden Stadt anzupassen.
Iná Nascimento, eine weitere frühere Sklavin der Soares, kämpft trotz aller Widerstände darum, ihre eigene Familie wieder zu vereinen. Die intelligente und mutige Frau wird aber mit einer Gesellschaft konfrontiert, in der sich scheinbar kein Platz für die befreiten Sklaven finden lässt. Dennoch gelingt es ihr, sich den Weg zu einem besseren Leben zu erarbeiten.
Alle Frauen im Film versuchen damit auf ihre Weise ihre eigene Zukunft zu gestalten. Die Männer treten in den Hintergrund. Auf sie ist als Versorger kein Verlass.

## Hintergrund
Die beiden Regisseure Caetano Gotardo und Marco Dutra siedelten ihre Geschichte 1899/1900 an, da sie eigenen Angaben zufolge zu diesem Zeitpunkt der Entstehung und Transformation der brasilianischen Gesellschaft Strukturen gefunden hätten, die bis in die Gegenwart erhalten geblieben seien. „Wenn wir über das Erbe der Sklaverei sprechen, können wir Themen wie soziale Ungleichheit, Arbeit, die Präsenz schwarzer Menschen in Kultur und Gesellschaft ansprechen“, so Dutra.

## Rezeption
Carlo Chatrian, künstlerischer Leiter der Berlinale, hob bei der offiziellen Vorstellung des Wettbewerbs Ende Januar 2020 hervor, dass der Film die gängige „Erzählform“ des Kinos herausfordere. All die Toten handle über eine schwarze und eine weiße Familie, die sich mit dem Erbe der Sklaverei konfrontiert sehen. Die Regisseure würden in Stil und im Tempo dem brasilianischen Synkretismus Rechnung tragen.

## Auszeichnungen
Mit All die Toten konkurrierten Caetano Gotardo und Marco Dutra erstmals um den Goldenen Bären, den Hauptpreis der Berlinale. Der Film blieb aber unprämiert.